# Jean III de Mecklembourg
Pour les articles homonymes, voir Jean III.
Jean III de Mecklembourg (né après 1266, et mort le 27 mai 1289 à Poel), est un prince du Mecklembourg de 1287 à 1289. Il était le fils d'Henri Ier de Mecklembourg et régna conjointement avec Henri II de Mecklembourg. Il s'est noyé en Poel et a ensuite été enterré dans un monastère franciscain à Wismar.